# باول تايلور (عازف قيثارة)
باول تايلور (بالإنجليزية: Paul Taylor)‏ هو عازف قيثارة أمريكي، ولد في 4 يونيو 1960 في سان فرانسيسكو في الولايات المتحدة.

## وصلات خارجية
- باول تايلور على موقع IMDb (الإنجليزية)
- باول تايلور على موقع ميوزك برينز (الإنجليزية)
- باول تايلور على موقع ديسكوغز (الإنجليزية)